# Кирьянов, Артём Юрьевич
Артём Юрьевич Кирьянов (род. 12 января 1977, Новгород, РСФСР, СССР) — российский политический деятель, депутат Государственной думы VIII созыва с 2021 года от партии «Единая Россия».

## Биография

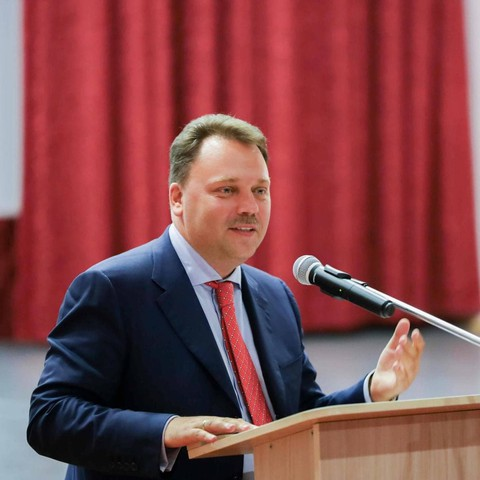
Артём Кирьянов

Артём Кирьянов родился в Новгороде в 1977 году. Окончил Российский государственный педагогический университет имени А. И. Герцена в 1999 году, РГГУ — в 2007. В 2006 году защитил кандидатскую диссертацию по юриспруденции на тему «Региональная безопасность в условиях современной России». Член Общественной палаты с 2014 года, глава Российского союза налогоплательщиков с 2017 года. Победил на выборах по одномандатному округу в Государственную думу VIII созыва в 2021 году. Стал депутатом от Новгородской области, членом фракции «Единой России». Занял пост заместителя председателя комитета Государственной Думы по экономической политике.
С 2022 года из-за поддержки российской агрессии и нарушения территориальной целостности Украины во время российско-украинской войны Кирьянов находится под персональными санкциями ряда стран: всех государств Евросоюза, Великобритании, Швейцарии, США, Австралии.
В октябре 2022 Кирьянов предложил создать ведомство для продажи пиратских фильмов, заявив, что в России необходимо централизованно собирать «контент без всяких авторских выплат и почтения к интеллектуальной собственности». В апреле 2023 года он пожаловался, что не может поправить свою фотографию в Википедии: «У меня не получилось создать страничку в „Википедии“. Но, когда я стал депутатом, кто-то другой создал страничку про меня. Там пока нет лжи, но очень неудачная фотография, и я никак не могу это исправить». Позже он признался, что поддерживает идею блокировки Википедии, но не обладает необходимыми для этого полномочиями.
В Общественной палате Кирьянов не раз выступал за законодательное принятие ОСВВ в отношении безнадзорных собак. В 2016 году в своей речи на митинге в московском парке «Сокольники» он требовал от Госдумы ускорения работы по законопроекту о животных. В том же году предлагал изменение концепции «животное как имущество» на «животное как субъект права с ограниченной дееспособностью». В 2020 году поддержал предложение московской зоозащитной общественности полностью запретить цирки с животными и зоопарки. «Детям скорее жалко этих животных в клетках, — заявил Кирьянов, — а взрослые уж точно переживут, если тигры не будут прыгать в горящий обруч, а слоны не будут стоять на одной ноге».